# Carlos Chavira Becerra
Carlos Chavira Becerra (Camargo, Chihuahua, 11 de noviembre de 1915 - Ciudad de México, 20 de septiembre de 1983) fue un escritor y político mexicano, miembro fundador del Partido Acción Nacional en Chihuahua, fue en dos ocasiones diputado federal.

## Biografía

### Inicios
Nacido el 11 de noviembre de 1915, en Camargo, Chihuahua, donde estudió en la Escuela Oficial Num. 39. Carlos se laboró como obrero textil de 1929 a 1936 y administrador de una finca rural en Coahuila. De igual manera, Carlos fue Secretario General del Sindicato de Obreros Textiles de la Ciudad de Camargo, afiliado a la Confederación Regional Obrera Mexicana en 1935.

### Fundador del PAN
Carlos Chavira Becera inició sus actividades políticas como líder campesino en el estado de Chihuahua del que era oriundo, destacándose como un luchador social y enfréntadose particularmente a las organizaciones campesinas afiliadas al Partido Revolucionario Institucional, siendo él mismo miembro del Partido Acción Nacional. En septiembre de 1939, fue miembro de la delegación representante de Chihuahua que asistió a la asamblea nacional fundacional del PAN que se llevó a cabo el 14, 15 y 16 de septiembre de 1939 en la capital del país. En octubre de 1940, se realizó la Primera Asamblea Estatal del PAN en Chihuahua, el Primer Comité Regional estaba encabezado por Carlos Sisniega como presidente, Rodolfo Uranga como coordinador regional, mientras que don Carlos Chavira participó en dicho comité como Tesorero.

### Participación con el PAN
En 1944, fue candidato por el PAN a la alcaldía del Municipio de Camargo, posteriormente en 1946, el PAN lo presentó como su candidato a diputado federal por el I Distrito Electoral Federal de Chihuahua. Posteriormente durante abril de 1947 el PAN postuló sus candidatos al Congreso local en su convención regional y distrital resultando como candidato Carlos Chavira por el Distrito V con cabecera en Camargo. En 1952, repitió como candidato a diputado y de nueva cuenta en 1961, año en que fue elegido diputado federal por mayoría en representación del VI Distrito Electoral Federal de Chihuahua a la XLV Legislatura, periodo que concluyó en 1964, año en que fue candidato a Senador por Chihuahua. En 1967, repitió de nueva cuenta como candidato a diputado federal. Para 1968, Carlos Chavira Becerra es electo y postulado por el PAN como su candidato a Gobernador expresando en su discurso de aceptación: ”Son muy adversas las condiciones en que la verdadera oposición se enfrenta al gobierno; pero hay que hacerlo, porque con el error no se transige nunca, y con la inequidad encumbrada y aplaudida, ¡tampoco!”. En 1980 fue nuevamente electo y postulado como candidato del PAN a Gobernador de Chihuahua, en las que obtuvo el 16% de los votos y en las que resultó triunfador el candidato del PRI Óscar Ornelas, y en 1982 fue elegido por segunda vez diputado federal, esta vez por el principio de representación proporcional a la LII Legislatura para el periodo que concluiría en 1985.

### Muerte
Falleció el 20 de septiembre de 1983 en ejercicio de su cargo de diputado federal y en el transcurso de una sesión de la Cámara de Diputados en el Palacio Legislativo de San Lázaro, cuando se debatían varios reclamos sobre fraudes electorales denunciados por el PAN contra el PRI en el estado de Baja California, mientras solicitaba la palabra para responder al diputado Juan Saldaña Rosell se desmayó producto de un infarto, falleciendo momentos después.

## Obras publicadas
- La otra cara de México
- Macario Vázquez.
- La huella quedó atrás.
- La peste llegó del sur.